# Ji Seung-hyun (diễn viên)
Đây là một tên người Triều Tiên, họ là Ji.
Ji Seung-hyun (sinh ngày 19 tháng 12 năm 1981) là một diễn viên Hàn Quốc. Anh còn thủ một vai trong bộ phim truyền hình Hàn Quốc nổi tiếng năm 2016 Hậu duệ mặt trời vai Thượng úy Ahn Jung-joon, từ quân sự đặc biệt Bắc Triều Tiên.

## Liên kết
- Ji Seung-hyun trên Instagram
- Ji Seung-hyun trên Facebook
- Ji Seung-hyun trên HanCinema